# لورا فان دن بيرغ
لورا فان دن بيرغ (بالإنجليزية: Laura van den Berg)‏‏ (1983 - ) كاتِبة، وروائية من الولايات المتحدة.